# 特羅斯季亞涅齊 (拉希夫區)
48°9′27″N 24°16′7″E / 48.15750°N 24.26861°E
特羅斯季亞涅齊（烏克蘭語：Тростянець），是烏克蘭的村落，位於該國西部外喀爾巴阡州，由拉希夫區負責管轄，始建於1947年，面積2.4平方公里，海拔高度723米，2001年人口377，人口密度每平方公里157人。